# Pacea lui Nicias
Pacea lui Nicias, cunoscută și sub numele de Pacea de cincizeci de ani, a fost un tratat de pace semnat între statele-oraș grecești ale Atenei și Sparta în martie 421 î.Hr., care a încheiat prima jumătate a războiului peloponesiac.
În 425 î.Hr., spartanii au pierdut bătăliile de la Pylos și Sfacteria, o înfrângere severă rezultând în deținerea de către atenieni a 292 de prizonieri. Cel puțin 120 au fost spartiați. Și-au revenit până în 424 î.Hr., când generalul spartan Brasidas a capturat orașul Amfipolis. În același an, atenienii au suferit o înfrângere majoră în Boeotia în bătălia de la Delium, iar în 422 î.Hr. au fost înfrânți din nou la bătălia de la Amfipolis, în încercarea lor de recuceri orașul. Atât Brasidas, principalul general spartan, cât și Cleon, politicianul principal din Atena, au fost uciși la Amfipolis. La acest moment, ambele părți erau epuizate și pregătite de pace. 
Negocierile au fost începute de Pleistoanax, regele Spartei și de generalul atenian Nicias. Ambii au decis să returneze tot ceea ce au cucerit în timpul războiului, cu excepția Nisaiei, care va rămâne în mâinile ateniene, și a orașului Plateea, care a rămas sub controlul Tebei. Cel mai important, Amfipolis urma să fie returnat Atenei, iar atenienii urmau să îi elibereze pe prizonierii luați la Sfacteria. Templele din toată Grecia trebuiau să fie deschise adoratorilor din toate orașele, iar oracolul de la Delfi urma să își recapete autonomia. Atena urma să continua să strângă tribut de la statele de la care l-a primit încă de pe vremea lui Aristide, dar pe care Atena nu i-a putut forța să îi devină aliați. Atena a fost, de asemenea, de acord să vină în ajutorul Spartei dacă iloții s-ar fi revoltat. Toți aliații Spartei au fost de acord să semneze pacea, cu excepția boeoților, Corintului, Elisului și Megarei. 
Șaptesprezece reprezentanți de fiecare parte au depus jurământ pentru a susține tratatul, care avea să dureze cincizeci de ani. Acești reprezentanți au fost, pentru Sparta, regii Pleistoanax și Agis II, Pleistolas, Damagetus, Chionis, Metagenes, Acanthus, Daithus, Ischagoras, Philocharidas, Zeuxidas, Antiphus, Tellis, Alcindas, Empedias, Menas și Laphilus. Reprezentanții atenieni au fost Lampon, Isthmonicus, Nicias, Laches, Euthydemus, Procles, Pythodorus, Hagnon, Myrtilus, Thrasycles, Theagenes, Aristocrates, Iolcius, Timocrates, Leon, Lamacus și Demostene. Cu toate acestea, obiectivul principal al Atenei, repreluarea Amfipolisului, a fost refuzat atunci când Clearidas a obținut de la spartani o clauză în tratatul care nega transferul. Astfel, tratatul a fost încălcat de la început și, după mai multe eșecuri, a fost abandonat formal în 414 î.Hr. Astfel, războiul peloponesiac a fost reluat, în a doua sa etapă. 